# Królestwo Gruzji
Królestwo Gruzji (gruz. საქართველოს სამეფო Sakartvelos samepo) – państwo historyczne powstałe około 1008 roku. W trakcie panowania Dawida VI i Tamary I Wielkiej (1089–1213) państwo to było w swojej złotej erze. Upadło w wyniku mongolskich najazdów z XIII wieku, ale zostało odbudowane pomiędzy 1340 a 1349 rokiem. Przez kolejne dekady Królestwo Gruzji zostało wyniszczone przez czarną śmierć oraz liczne inwazje Tamerlana. Sytuacja polityczna państwa pogorszyła się po podbiciu przez Turków osmańskich cesarstwa wschodniorzymskiego. W 1466 Królestwo Gruzji rozpadło się na kilka nowych państw.

## Historia

### Zjednoczenie Gruzji

#### Panowanie arabskie

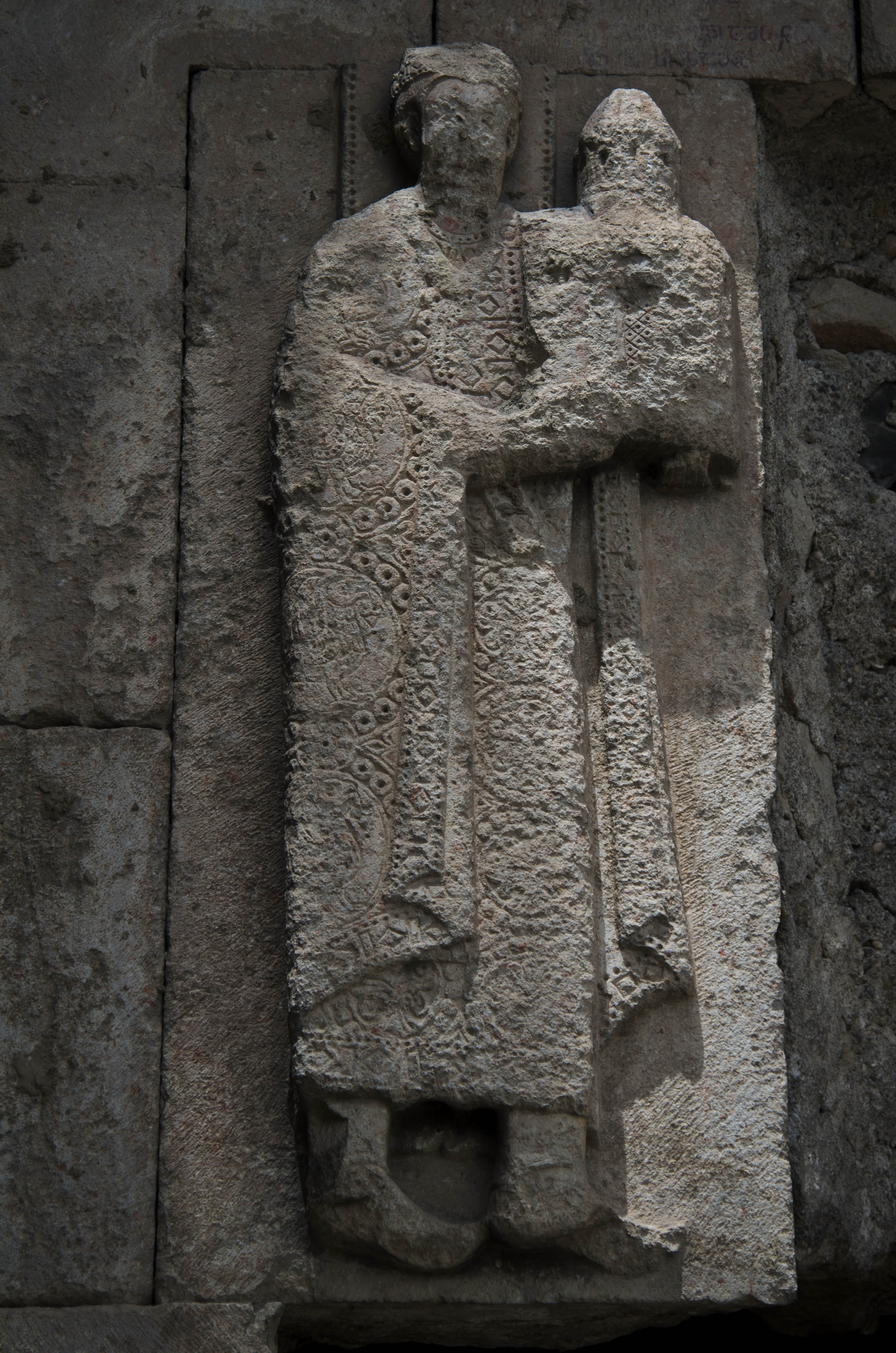
Dawid III był pierwszym władcą Gruzji od czasów sasanidzkich, który wydawał monety.

W 580 roku Sasanidzi obalili i anektowali Królestwo Iberii tworząc z niej swoją prowincję rządzoną przez perskich marzbanów, a później przez książąt Iberii. W VIII wieku Arabowie założyli Emirat Tbilisi. W 888 Adarnase IV na terenie krain Tao i Klardżeti (obecnie Turcja) utworzył Królestwo Iberów. Królestwo Abchazji w tym czasie przechodziło kryzys dynastyczny, a powstające na wschodzie Księstwo Kacheti groziło konfliktem ze swoimi sąsiadami. Po jednym z ataków Księstwa Kalcheti, część arystokracji pod wodzą eristavi Ivane Maruszisdze skierowali się do bezdzietnego Dawida III z prośbą o zakończenie panującego chaosu poprzez przjęcie władzy w państwach centralnej Gruzji i osadzeniu na tronie jego krewnego Bagrata.

#### Zjednoczenie
Państwo Dawida III było główną siłą na Kaukazie. Jego pozycja, z przedstawiciela gałęzi Bagratydów bez władzy do chwały, wzrosła dzięki wojsku. Armia gruzińska ocaliła Bazylego II Bułgarobójcę i obecność Cesarstwa Bizantyjskiego w Anatolii podczas powstania Bardasa Sklerosa w bitwie pod Pankalią (978 lub 979). Dla arystokracji pozycja Dawida mogła być pretekstem do zjednoczenia Gruzji. Król to zaakceptował. W 975 roku Dawid adoptował Bagrata oraz zaatakował Kartlię. Dawid przeniósł młodego Bagrata i jego rodziców do Uplisciche, gdzie został otoczony przez Kachetyjczyków, później jednak zorientowali się, że cała Gruzja zjednoczyła się przeciwko nim, więc musieli zaakceptować Bagrata jako jego ,,następcę". Dawid III działał zdecydowanie, by zapewnić Bagratowi tron abchaski. Od strony matki (Guranducht) był krewnym Teodozjusza III Ślepego, króla Abchazji. W 975 roku, po śmierci Teodozjusza, zaprosił króla Armenii Smbata II, by towarzyszył jemu, Bagratowi i Guranducht w Kutaisi, gdzie ogłoszono Bagrata królem Abchazji jako Bagrat II.

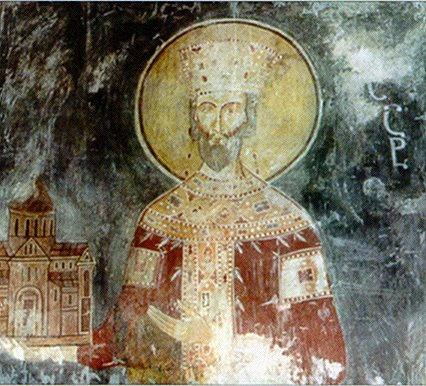
Król Bagrat III

Dawid III był bezlitosny i kontynuował agresywną ekspansję swojego państwa. W wigilię Wielkiego Piątku 1000 lub 1001 roku nieznani sprawcy zatruli jego wino. Bagrat został oficjalnie mianowany królem Abchazji w 978 roku. Po śmierci ojca, Gurgena, w 1008 roku, prawa Bagrata do tronów Abchazji i Iberii były niepodważalne. Jako Bagrat III był pierwszym królem zjednoczonej Gruzji. Jego tytulatura brzmiała ,,Król Abchazów i Iberów". W 1010 do Królestwa Gruzji przyłączono Kachetię i Hereti, podczas gdy Emirat Tbilisi stawał się coraz słabszy. Podczas swojego panowania Bagrat III ograniczył autonomię książąt w celu stabilizacji państwa. Żeby zapewnić swemu synowi tron, zaprosił swoich kuzynów na spotkanie, na którym zostali uwięzieni, a ich potomkowie musieli uciec do Konstantynopola, gdzie wymagali wsparcia w odzyskaniu terenów, które mieli otrzymać.

### Stosunki z Cesarstwem Bizantyjskim

#### Za Bagrata III
Polityka zagraniczna Bagrata III była pokojowa. Dzięki temu udało mu się uniknąć konfliktów z Cesarstwem Bizantyjskim lub niedalekimi państwami muzułmańskimi, mimo że część terytoriów Królestwa Gruzji wcześniej do nich należała.

#### Wojna bizantyjsko-gruzińska (1014–1022)
W 987 w Cesarstwie Wschodniorzymskim wybuchło powstanie Bardasa Fokasa, które zakończyło się klęską. W jego trakcie Dawid III odmówił wsparcia, co poskutkowało nieufnością wobec Gruzji. Dawid III musiał uznać Bazylego II Bułgarobójcę jako swojego następcę, co było sprzeczne z jego postanowieniami. Po śmierci Dawida do cesarstwa zostały przyłączone Tao, Teodozjopolis, Phasiane oraz okolice Jeziora Van.

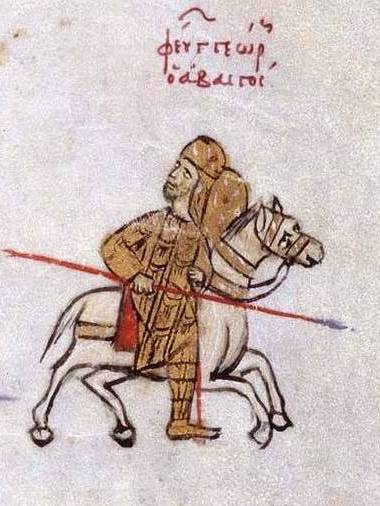
Jerzy I

W 1014 roku zmarł Bagrat III, a na tron wstąpił jego syn, Jerzy I. W tym samym roku zaatakował Cesarstwo Bizantyńskie w celu odzyskania terenów utraconych po śmierci Dawida III. Zawarł sojusz z kalifem fatymidzkim Al-Hakimem bi-Amr Allahem, co postawiło Bazylego II w trudnej sytuacji. Dodatkowo, na zachodzie trwała wojna z I Carstwem Bułgarskim. W 1018 Bułgaria została zdobyta, a w 1021 zmarł Al-Hakim, dzięki czemu cesarz mógł skierować armię przeciwko Jerzemu I. Jesienią 1021 wojska Bizancjum wzmocnione przez gwardię wareską zaatakowały Gruzinów i ich wsparcie z Armenii. Podczas odwrotu do Göle Jerzy I nakazał spalić miasto Oltu. 11 września 1021 stoczono krwawą bitwę pod Szirimni (niedaleko jeziora Palakazio, obecnie Çıldır), która okazała się zwycięską dla Bazylego. Niepowodzeniem zakończyły się kilkukrotne próby negocjacji. W tym czasie, Jerzy I sprzymierzył się z Kachetyjczykami oraz bizantyjskimi dowódcami Nikeforosem Fokasem i Nikeforosem Ksifiasem. W grudniu król Armenii Senerekim poddał się cesarstwu. Wiosną 1022 stoczono decydującą bitwę pod Swindaksem. W wyniku tej wojny Jerzy I zrzekł się większości terytoriów, które zdobył w jej trakcie.

#### Wojna bizantyjsko-gruzińska (1028)

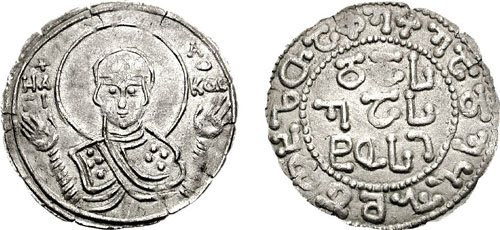
Monety z wizerunkiem Bagrata IV wydawane od 1060 do 1072

W 1027 zmarł Jerzy I, a władzę przejął jego syn Bagrat IV. Niedługo później cesarz bizantyjski Konstantyn VIII wysłał do Gruzji swoją armię w celu zdobycia miasta Ardanuç na rzecz Demetriusza, syna Sumbata III. Miasto zostało mu odebrane przez Bagrata III. Część gruzińskiej szlachty uciekła  do Cesarstwa Bizantyjskiego, ale lojalni Bagratowi poddani wszczęli walkę. Bizantyjczycy przekroczyli granice i otoczyli Kldekari, główną twierdzę w Trialeti, ale nie udało im się jej przejąć, więc zarządzono odwrót do Şavşat. Lokalny biskup, Saba, zorganizował udaną obronę, co zmusiło siły cesarskie do zmiany planów. Konstantyn VIII wysłał Demetriusza, wygnanego brata Bagrata IV, który był przez wielu uważany za prawowitego dziedzica korony, by przejął tron w Gruzji siłą. Śmierć Konstantyna w 1028 uczyniła inwazję daremną. W 1030 roku królowa matka, Mariam, odwiedziła nowego cesarza, Romana III. Udało jej się wynegocjować pokój oraz tytuł kuropalatesa i księżniczkę Helenę jako żonę dla Bagrata.

### Gruzińskie wojny domowe

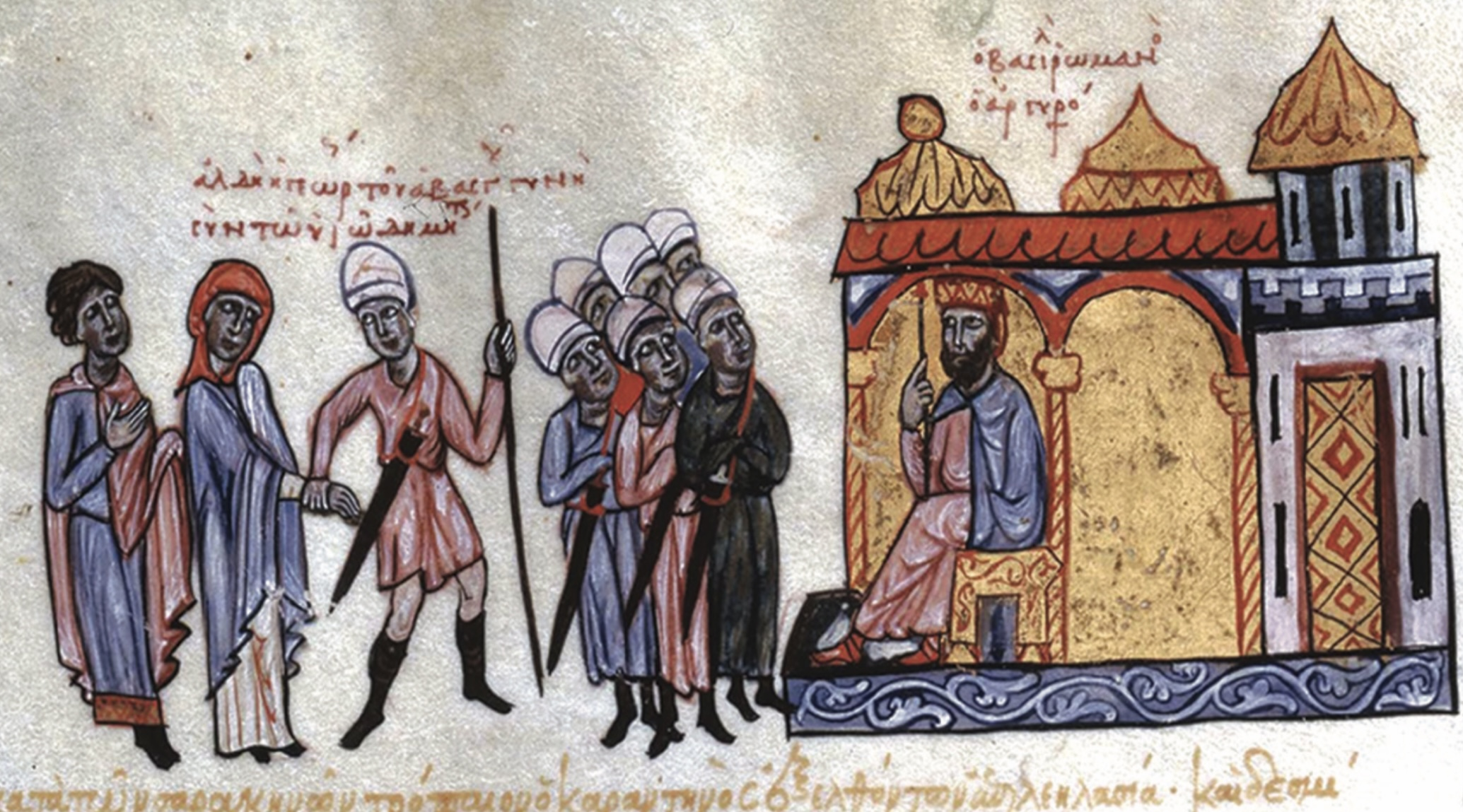
Demetriusz i jego matka Alde (po lewej) podczas spotkania z cesarzem bizantyjskim

W 1033 rozpoczęły się spory dynastyczne z przyrodnim bratem Bagrata IV, Demetriuszem. On i jego matka, Alde, mieszkali w Anakopii, abchaskiej twierdzy, która była im zapisana w testamencie Jerzego I. Starania matki Bagrata, Mariam, by uzyskać lojalność Demetriusza, okazały się daremne. Alde uciekła do Bizancjum, które otoczyło Anakopię w 1033. Cesarz Roman III uhonorował Demetriusza tytułem magister officiorum. Bagrat IV rozbił armię wroga i odzyskał fortecę.
W 1038 Liparit IV, książę Kldekari, był bliski zajęcia Tbilisi, które pozostawało częścią Emiratu Tbilisi, ale szlachta pokrzyżowała jego plany ustanawiając pokój z muzułmanami. Od tej pory Liparit współpracował z wrogimi siłami, by obalić Bagrata IV. W 1039 wsparł Demetriusza, który wrócił do Gruzji z armią bizantyjską, by przejąć koronę. Samozwańcy mieli wiele sukcesów w walce z siłami króla. Do decydującej bitwy doszło pod Sasireti w 1042, gdy Liparit rozbił większość wojska Bagrata, który został zmuszony do opuszczenia wschodniej Gruzji. Po śmierci Demetriusza w 1042 roku, Alde i jego syn Dawid musieli uciec do Alanii, skąd pochodzili. Liaprit kontynuował walkę i został najsilniejszym sojusznikiem cesarstwa. Dzięki mediacji cesarza Konstantyna IX uzgodniono, że Liparit otrzyma terytorium na południe od rzeki Mtkvari. W latach 1045–1048 Liparit został najpotężniejszą osobą w państwie. Nie bez przyczyny arabski kronikarz Ibn al-Asir nazywa go ,,królem Gruzinów". Liparit został wzięty do tureckiej niewoli po bitwie pod Kapetronem. Bagrat IV w tym czasie odzyskał wschodnią część królestwa. Liparit wrócił do Gruzji w 1049 lub 1051. Zmusił on Bagrata do ucieczki do Konstantynopola, gdzie, w wyniku intrygi Liparita, był więziony przez trzy lata (1050–1053). W czasie nieobecności króla, Liparit był rzeczywistym władcą Gruzji, ogłosił syna Bagrata Jerzego II królem, a sam tytułował się regentem. W 1053 Liparit ponownie wyprawił wojnę przeciwko Bagratowi IV. Ostatecznie został aresztowany przez swoich zwolenników i poddał się królowi. Został zmuszony do wstąpienia do zakonu pod imieniem Anton. Liparit zmarł niedługo później w Konstantynopolu.
W drugiej połowie XI wieku wielkim zagrożeniem byli Turcy seldżuccy. W związku z tym, Królestwo Gruzji i Cesarstwo Bizantyjskiego podjęły decyzję o współpracy przeciwko nim. Żeby umocnić umowę, Maria, córka Bagrata IV, poślubiła Michała VII Dukasa.

### Wielka Turecka Inwazja
Wielka Turecka Inwazja (gruz.დიდი თურქობა didi turkoba), czyli wielokrotne najazdy Turków seldżuckich, które miały miejsce za czasów Jerzego II. Nazwa ta pochodzi z XII-wiecznej gruzińskiej kroniki.

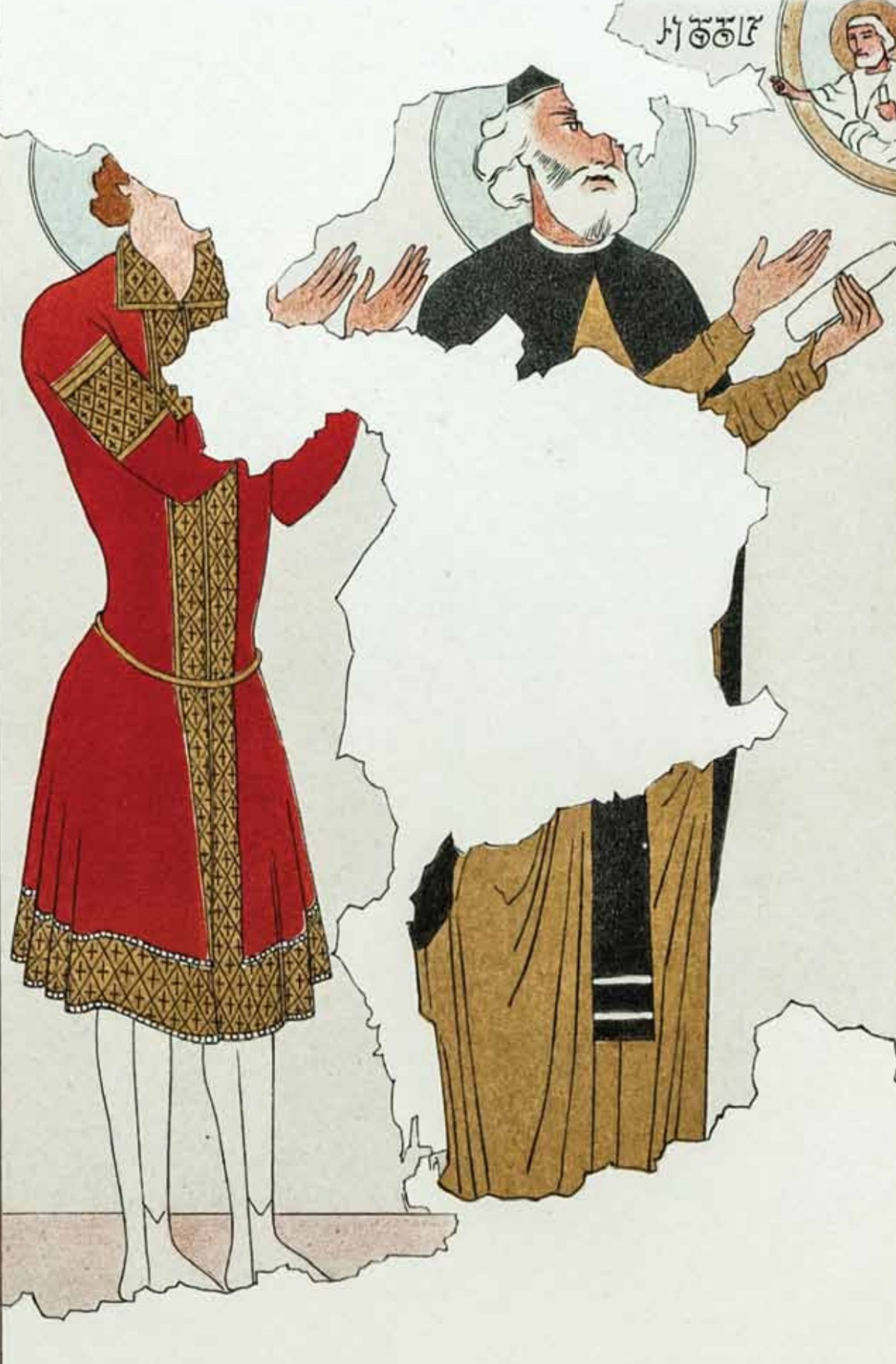
Fresk przedstawiający Jerzego II jako mnicha po jego abdykacji w 1089.

Seldżucy po raz pierwszy pojawili się w Gruzji pomiędzy 1060 a 1069 rokiem, kiedy sułtan Alp Arslan opanował prowincje południowo-zachodnie i Kachetię. To była ta sama fala Turków, która pokonała Cesarstwo Bizantyjskie w bitwie pod Manzikertem (1071). Mimo że Gruzini byli w stanie uchronić się przed inwazją Alp Arslana, opuszczenie Anatolii przez cesarstwo na rzecz turecką sprawiła, że popadli w bliższe relacje z Seldżukami. Gruzja była dwukrotnie atakowana przez sułtana Malikszaha I, ale Jerzy II nadal był zdolny wystawić armię.

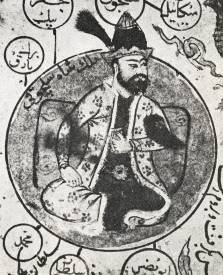
Sułtan Malikszah I

W 1080 Jerzy II był zaskoczony bliskością sił tureckich dowodzonych przez Aḥmada, prawdopodobnie pochodzącego z dynastii Rawwadid, którego gruzińska kronika opisuje jako ,,potęznego emira i silnego łucznika". Król został zmuszony do ucieczki przez Adżarię do Abchazji. Turcy zdobyli Kars i powrócili do swoich baz obładowani dobrami. Następna inwazja, której dowódcą był Yaʿqub and ʿIsā-Böri, była jescze większa. 24 czerwca 1080 roku, pół-koczowniczy Turcy zaczęli masowo przybywać do południowych prowincji Gruzji, szybko przemieszczając się w głąb kraju. Opanowali wtedy Asispori, Klardżeti, Şavşat, Adżarię, Mescheti, Kartlię, Argveti, Muchurisi i klasztor Martvili. Kutaisi, Ardanuç i główne miejsca kultu chrześcijańskiego w Klardżeti zostały spalone. Ci, którzy przeżyli, musieli znaleźć schroniene w górach, gdzie wielu zmarło z powodu zimna i głodu. Jerzy II widząc niszczenie swojego królestwa, udał się do Isfahanu, gdzie sułtan zabezpieczył go od strony nomadów, w zamian za charadż.

Mapa Kaukazu około 1090 roku

Akceptacja przez Jerzego II suwerenności Seldżuków nie przyniosła Gruzji pokoju. Turcy nadal okazjonalnie najeżdżali na królestwo, by zrobić użytek z traw w dolinie Mtkvari. Tureckie garnizony zajmowały główne fortece w południowej Gruzji. Ataki tureckie były druzgocące dla gruzińskiej ekonomii i polityki. Ziemie uprawne zostały zmienione w nomadzkie pastwiska, a chłopi musieli uciec w góry. Według kroniki Aristakesa Lastivertsiego, podobna sytuacja panowała w Armenii. 16 kwietnia 1088 trzęsienie ziemi zdewastowało południową Gruzję. Szlachta wykorzystała trudną sytuację, by zdobyć autonmię. Jerzy II chciał wykorzystać przysługę Malikszaha skłaniając Aghsartana I, władcę Kachetii, do poddania się, ale nie udało mu się to głównie z powodu sprzecznych działań. Aghsartan był zdolny do pokonania Jerzego oferując poddanie się sułtanowi i zakupienie ochrony po nawróceniu się na islam.

### Gruzińska rekonkwista

#### Dawid IV Budowniczy

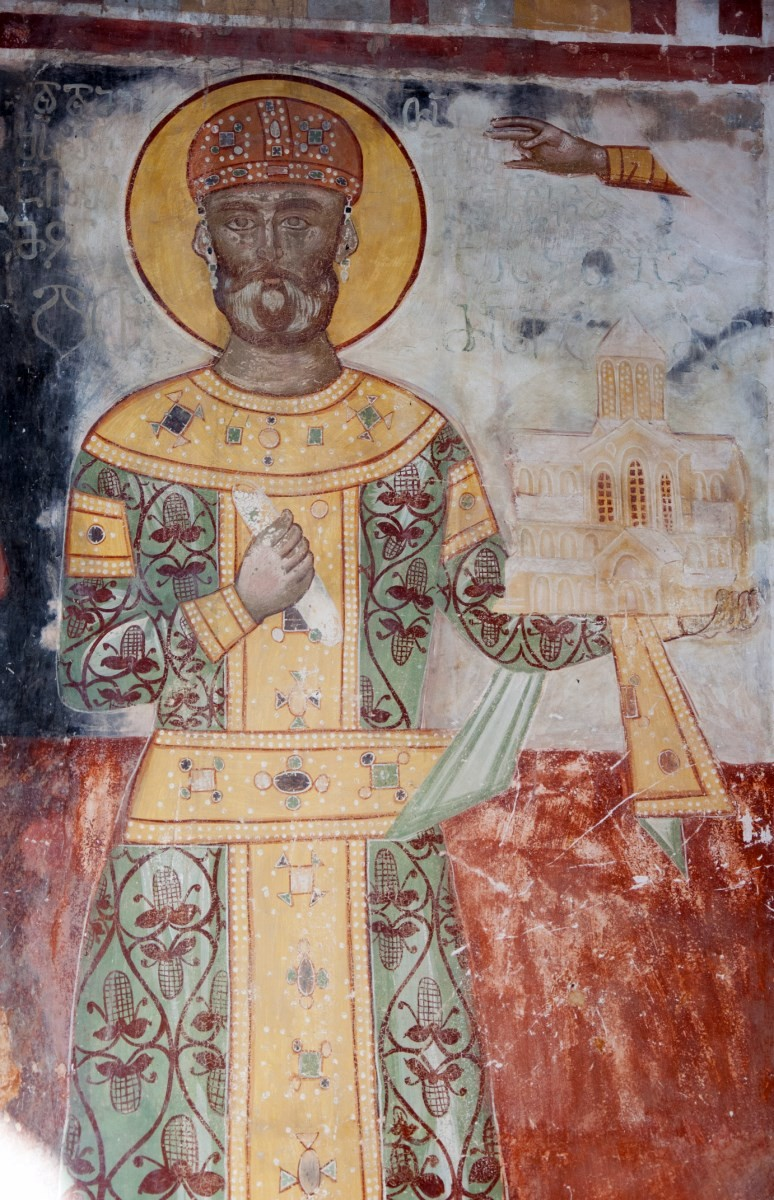
Dawid IV Budowniczy

W 1089 roku, Jerzy II abdykował. Władzę po nim przejął szesnastoletni Dawid IV. Młody król wywołał zamieszki po śmierci Malikszaha I w 1092 i po pierwszej krucjacie w 1096. W systematycznych kampaniach dążył do ograniczenia arystokratycznej opozycji i wydalenia Turków z Gruzji. W 1099 Dawid zaprzestał płacenia charadżu. Około 1104 uwięził władcę Kachetii, Aghsartana II, co pozwoliło mu zjednoczyć region. W latach 1118-1120 Dawid wprowadzał nowe reformy militarne, na przykład przesiedlił Kipczaków. W zamian każda kipczacka rodzina musiała wystawić żołnierza. Sukcesy militarne nad regionalnymi następcami Seldżuków zostały wywnioskowane po decydującej bitwie pod Didgori w 1121 roku. Po niej Gruzja została główną siłą na Kaukazie i we wschodniej Anatolii. W 1122 obronione zostało Tbilisi, jedna z ostatnich muzułmańskich enklaw. Tam też została przeniesiona stolica. W 1123 odbito Dmanisi, ostatnią turecką twierdzę w południowej Gruzji. Dzięki kolejnym podbojom, granice Gruzji zostały przesunięte aż do rzeki Araks w Armenii.

#### Demetriusz I

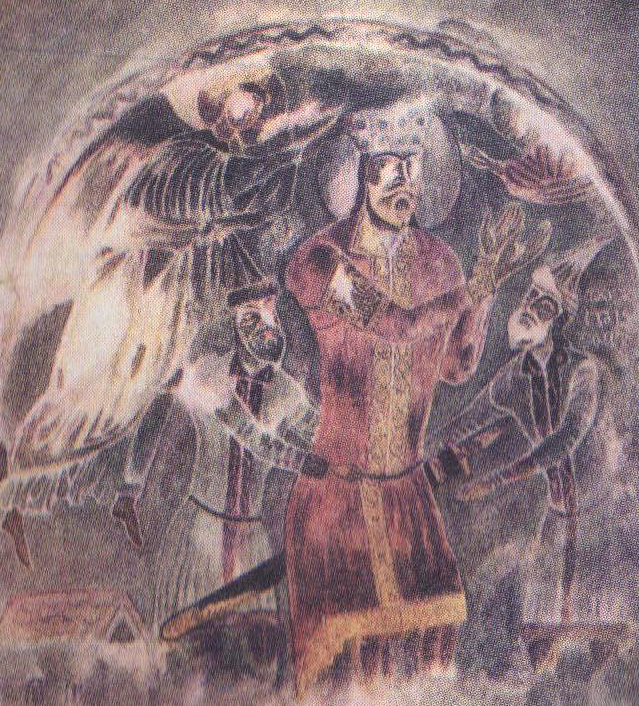
Koronacja Demetriusza I

W 1125 nowym królem został Demetriusz I. Pod jego rządami Gruzja dalej się rozwijała. Wprowadził tolerancję religijną. Mimo to, muzułmanie zaczęli atakować jego państwo ze wszystkich stron. Seldżukidzi chcieli przywrócić na tron Szyrwanszahów. Wielka populacja Szyrwanu zwrócił się przeciwko Gruzji. Prawdopodobnie stało się to w 1129 lub 1130, gdy Demetriusz przekazał tam władzę Manuczirowi III, mężowi swojej siostry Tamary. Szyrwanszahowie mieli dostarczać gruzińskiemu królowi posiłki, kiedy tylko zażądał. W 1130 Gruzja została zaatakowana przez podległego Seldżukom władcę Armenii Sökmena II. Wojna rozpoczęła się niedaleko miasta Ani, ale Demetriusz musiał udać się na kompromis i je oddać. Muzułmanie zobowiązali się nie niszczyć kościołów. W 1139 Gruzini przeprowadzili atak na miasto Gandża. Król przewiózł bramy do Gruzji i sprzedał je Monastyrowi Gelati w Kutaisi. Mimo spektakularnego zwycięstwa, Demetriusz utrzymał Gandża tylko przez kilka lat. W odpowiedzi sułtan Eldiguzydów zaatakował Gandża kilkakrotnie, w 1143 ponownie zostało podporządkowane muzułmanom. Według Mychitara Gosza, Demetriusz ostatecznie przejął kontrolę nad miastem, ale gdy jego córka wzięła ślub z sułtanem, oddał je w posagu. W 1130 Demetriusz odkrył spisek przeciwko niemu i aresztował organizatorów. Sułtan Fakr al-Din Szaddad Fakr al-Din Szaddad poprosił o rękę córkę emira Saltuka II, który się nie zgodził. Spowodowało to konflikt pomiędzy sułtanem i Saltukiem. Ten pierwszy w 1154 zawarł sekretny sojusz z Demetriuszem. W 1153 lub 1154 Saltuk zaatakował Ani, ale Szaddad poinformował o tym króla Gruzji. Demetriusz odbił miasto i pojmał emira. Za kwotę 100 tysięcy dinarów został uwolniony i zobowiązał się do nie atakowania Gruzji. W 1154 Demetriusz został obalony przez swojego syna, Dawida V. Uważał on, że ojciec planuje przekazać władzę młodszemu synowi, Jerzemu III. Niespodziewanie zmarł w 1155, sześć miesięcy po objęciu władzy.

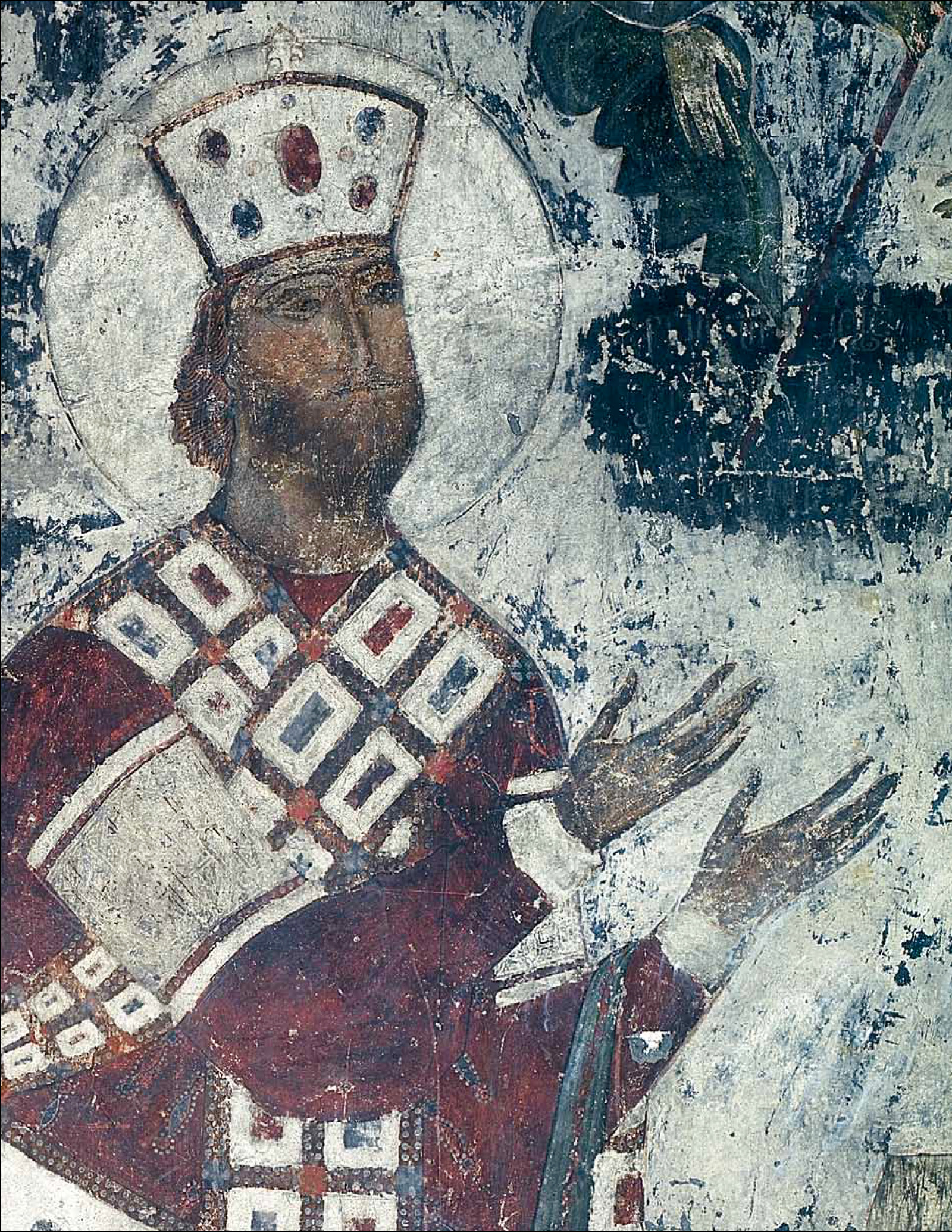
Jerzy III

#### Jerzy III
Władzę w 1156 objął Jerzy III. W tym samym roku wysłał kampanię przeciwko Ahlatszahom. W 1161 odzyskał Ani, a jego władcą ustanowił jednego ze swoich generałów. Koalicja Sökmena II, Kotb al-Din il-Ghazim i innych władców została uformowana niedługo po zajęciu miasta, ale ten drugi pokonał sojuszników. Latem 1162, licząca 30 tysięcy armia gruzińska zajęła Dwin. W odpowiedzi, Eldiguz,władca Azerbejdżanu, wyruszył, by odbić miasto. Koalicja muzułmańskich władców - Ahlatszaha, Ahmadili, Arzen i Saltuka II, zajęła Fortecę Gagi. Ani zostało później przekazane Szaddadom. Muzułmanie zaczęli przygotowywać kolejną kampanię. Zostali jednak uprzedzeni przez Jerzego III, który w 1166 wyruszył do Arran, zaczął okupować Gandża, zdewastował region i powrócił z więźniami i łupami. W 1174 władca Ani dostał się do gruzińskiej niewoli, a miasto znów znalazło się pod okupacją. Następnie, Eldiguz dwukrotnie najechał na Gruzję. W 1175, Ani zostało utracone.

### Złota era

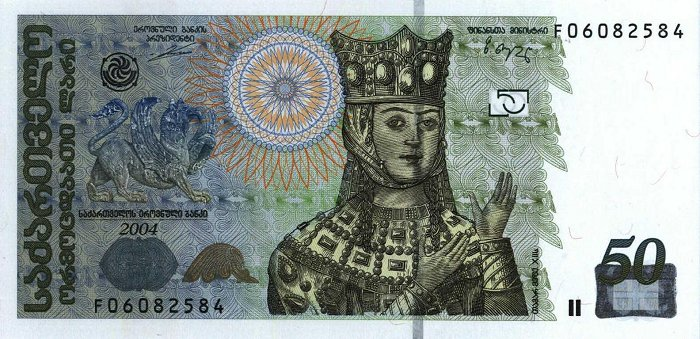
Banknot 50 lari z wizerunkiem Tamary I Wielkiej.

W 1184 zmarł Jerzy III. Jego miejsce zajęła Tamara I Wielka. Nie tylko obroniła Gruzję przed tureckimi najazdami, ale też zlikwidowała napięcie panujące na Kaukazie, w tym stłumiła zamach stanu przeprowadzony przez jej męża, pochodzącego z Rusi Kijowskiej Jerzego Bogolubskiego, syna Andrzeja. Chciała też nawiązać pokojowe stosunki z Kilidżem Arslanem II, więc wysłała do niego list napisany po arabsku, w którym napisała: ,,w imię Ojca, Syna i Ducha Świętego, by być przyjacielem twoich przyjaciół, wrogiem twoich wrogów, tak długo, jak żyję, by mieć najlepsze intencje, by nigdy nie atakować twoich miast, prowincji i fortec". W latach 90. XII wieku, gruziński rząd wpływać na sprawy Eldiguzydów i Szyrwanszahów wspierając lokalnych władców i ograniczając Szyrwan do państwa zależnego. Władca Eldiguzydów chciał powstrzymać gruziński rozwój, ale został pokonany w bitwie pod Szamkor, co uniemożliwiło przyszłe wypady. W polityce zagranicznej najważniejszą dla Gruzji kwestię stanowiło wyzwolenie Armenii. Dwóch kurdyjskich generałów przejęło fortece i miasta aż do Równiny Ararat. Zaniepokojony gruzińskimi sukcesami Sulejman II, seldżucki sułtan Rumu, wraz ze swoimi wasalami zorganizował marsz na Gruzję, ale jego armia została rozbita w  bitwie pod Basiani w 1203 lub 1204. Kronikarz Tamary opisuje, jak armia została uformowana w Wardziaoraz jak królowa dowodziła oddziałami z balkonu kościoła. Między 1203 a 1205 Gruzini zajęli Dwin i dwukrotnie weszli na terytorium Ahlatszaha, podbili emira Kars, Ahlatszahów oraz emirów Erzurum i Erzincan. Pod wodzą Dawida Soslana zdobyto Kars i inne fortece nad Araksem. W 1209 Gruzja uwolniła południową Armenię spod panowania Ajjubidów. Gruzini zdobyli Ahlat. W odpowiedzi Al-Adil zebrał i osobiście poprowadził armię wraz z emirami Hims, Hama i Baalbek oraz konyngentami innych ajjubidzkich władców. Podczas inwazji, gruziński dowódca Iwane Mchargrdzeli przypadkowo został pojmany przez al-Awhada Ajjuba, sojusznika Al-Adila. Al-Awhad zgodził się wypuścić Iwane w zamian za trzydziestoletnie zawieszenie broni. Przyniosło ono pokój w Armenii, a Jezioro Wan oddano Ajjubidom z Damaszku.
W 1204, wraz z Aleksym I Wielkim, Tamara założyła Cesarstwo Trapezuntu.
W odpowiedzi na najazd na Ani, gdzie w1208 zostało zamordowanych 12 tysięcy chrześcijan, Tamara podbiła Tebriz, Ardabil, Choj, Kazwin oraz inne miasta aż do Gorgan w północno-wschodniej Persji. Potęga Gruzji urosła w takim stopniu, że w Ziemi Świętej znajdowały się gruzińskie świątynie, z czego osiem w Jerozolimie. Biograf Saladyna Bahā' ad-Din ibn Szaddad zanotował, że w  1187 po podboju Jerozolimy przez Ajjubidów, Tamara wysłała posłów z prośbą o zwrócenie świątyń. Nie wiadomo, jaka była odpowiedź sułtana, ale starania królowej były prawdopodobnie pomyślne. Ibn Szaddad dalej pisze, że Tamara przelicytowała cesarza bizantyjskiego, by odzyskać relikwie Krzyża Prawdziwego oferując Sladaynowi 200 tysięcy sztuk złota.
Tamara Wielka zmarła w 1213 roku. Jej  następcą został Jerzy IV.

### Inwazje nomadów

#### Najazd mongolski

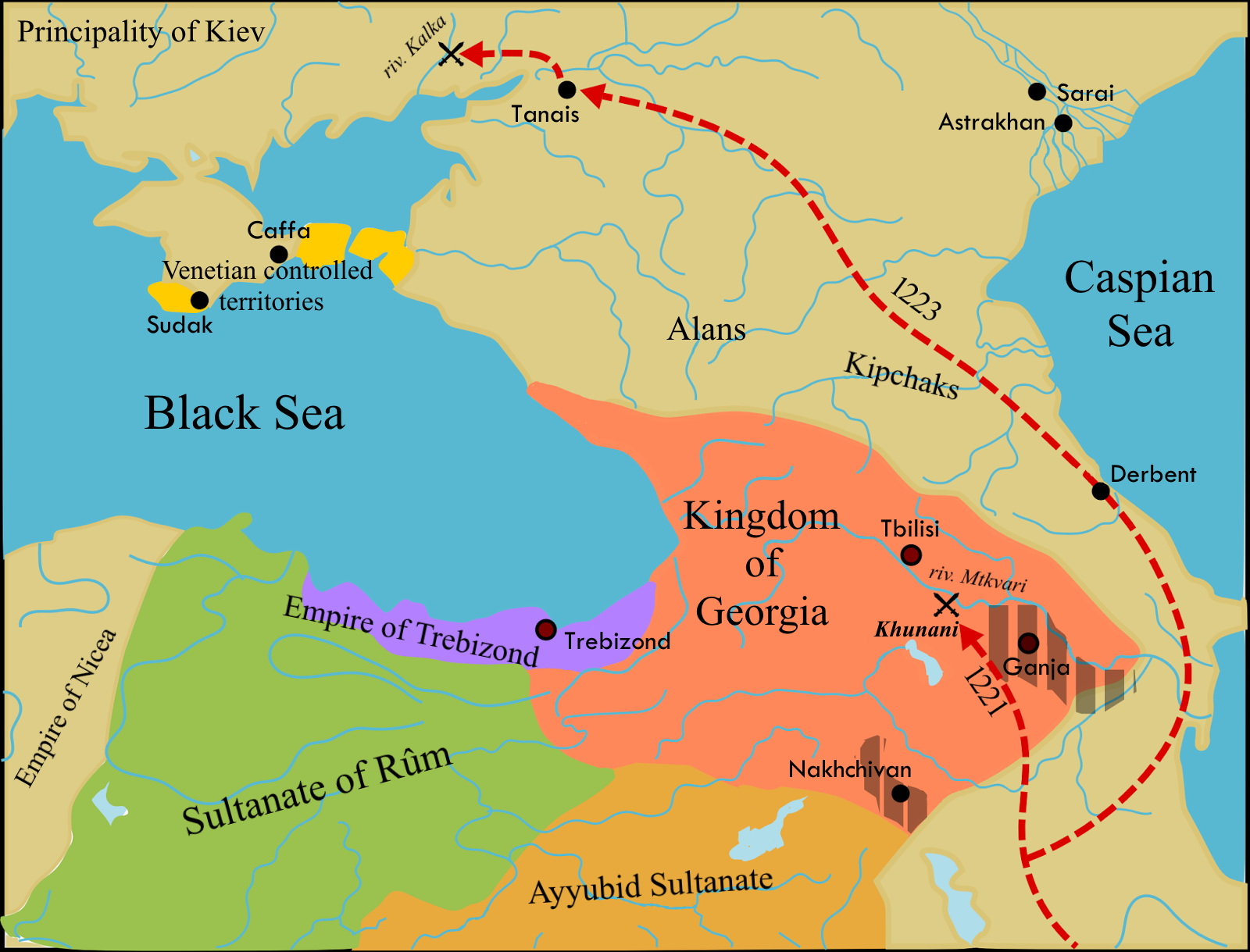
Mapa przedstawiająca mongolską inwazję.

Mongołowie po raz pierwszy na terenie Gruzji pojawili się jesienią w 1220 roku, gdy grupa 20 tysięcy kierowana przez Subedeja i Dżebe rozpoczęła pościg za zdetronizowanym Muhammadem II. Za zgodą Czyngis-chana, dwóch mongolskich generałów zostało wysłanych na rekonesans. Przeforsowali się przez Armenię i zostali pokonali w bitwie pod Chunan armię dowodzoną przez Jerzego IV oraz jego atabega i amirspalara Iwana Mchargrdzeli. Mongołowie nie mogli kontynuować ataku z powodu toczonej wojny z Imperium Chorezmijskim.

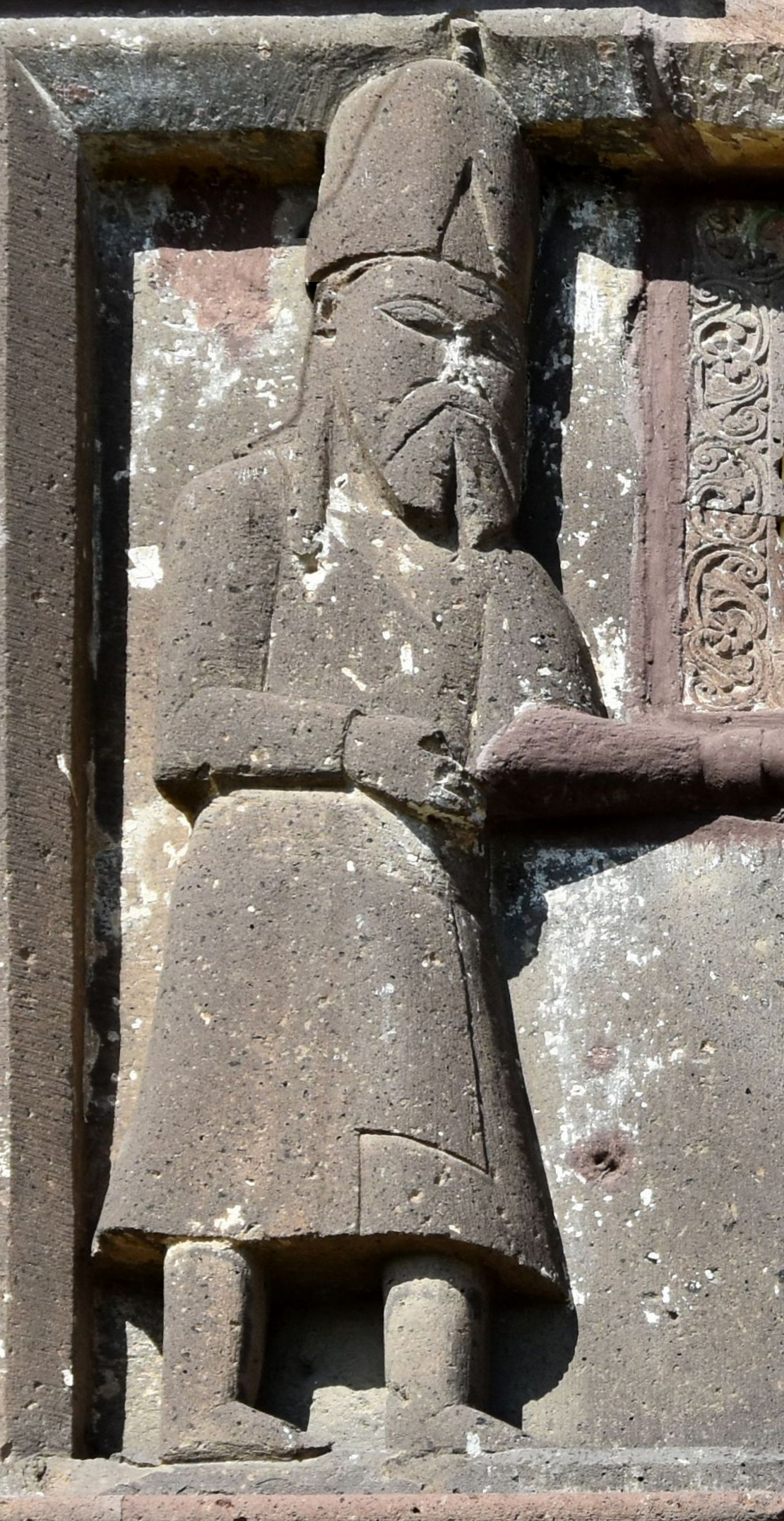
Rzeźba przedstawiające Iwana Mchargrdzeli.

W styczniu 1221, po tym, jak Imperium Chorezmijskie zostało rozwiązane, Mongołowie ponownie zaatakowali. Jerzy IV był niechętny do podjęcia działań, ale Subedej i Dżebe zmusili go poprzez pustoszenie wsi. W bitwie pod Bərdə, armia gruzińska została unicestwiona. Ponieważ Gruzja została bez armii, Mongołowie nie wysłali wojska, tylko rekonesans i misję grabieżczą. Mongołowie rozpoczęli marsz na północ, po drodze plądrując Armenię i Szyrwan. Dotarli do Alanii i południowych stepów dzisiejszej Rosji, gdzie w 1223 pokonali rusińsko-kipczackie wojska w bitwie nad Kałką. Te niespodziewane ataki pozostawiły Gruzinów w zakłopotaniu co do tożsamości ich napastników. Jeden z kronikarzy pisał, iż nie zna natury atakujących oraz nie wspomina ich z nazwy. W 1223 siostra Jerzego IV, Rusudan, napisała list do papieża Honoriusza III, w którym pisała, że broniący się przed Mongołami byli chrześcijanami, ponieważ walczyli z muzułmanami, ale okazali się być poganami. Mongolska inwazja przypadkowo odmieniła los V krucjaty. Gruzja planowała wysłać armię w celu otworzenia drugiego frontu od zachodu. Jednak Mongołowie zniszczyli gruzińską armię.
W 1236 miała miejsce trzecia i ostatnia mongolska inwazja Gruzji. Ta ofensywa, która udowodniła gruzińską ruinę, została uprzedzona przez inwazję na Dżalala ad-Din Mangubertiego, szacha Chorezmu, który uważał, że rząd Gruzji wesprze jego wojnę przeciwko Mongołom. Z zaistniałego chorezmińskiego ataku, Tbilisi zostało zajęte w 1226, a wiele z dawnej siły i pomyślności Królestwa Gruzji zostało zniszczonych, pozostawiając państwo bezbronne w obliczu mongolskich inwazji.

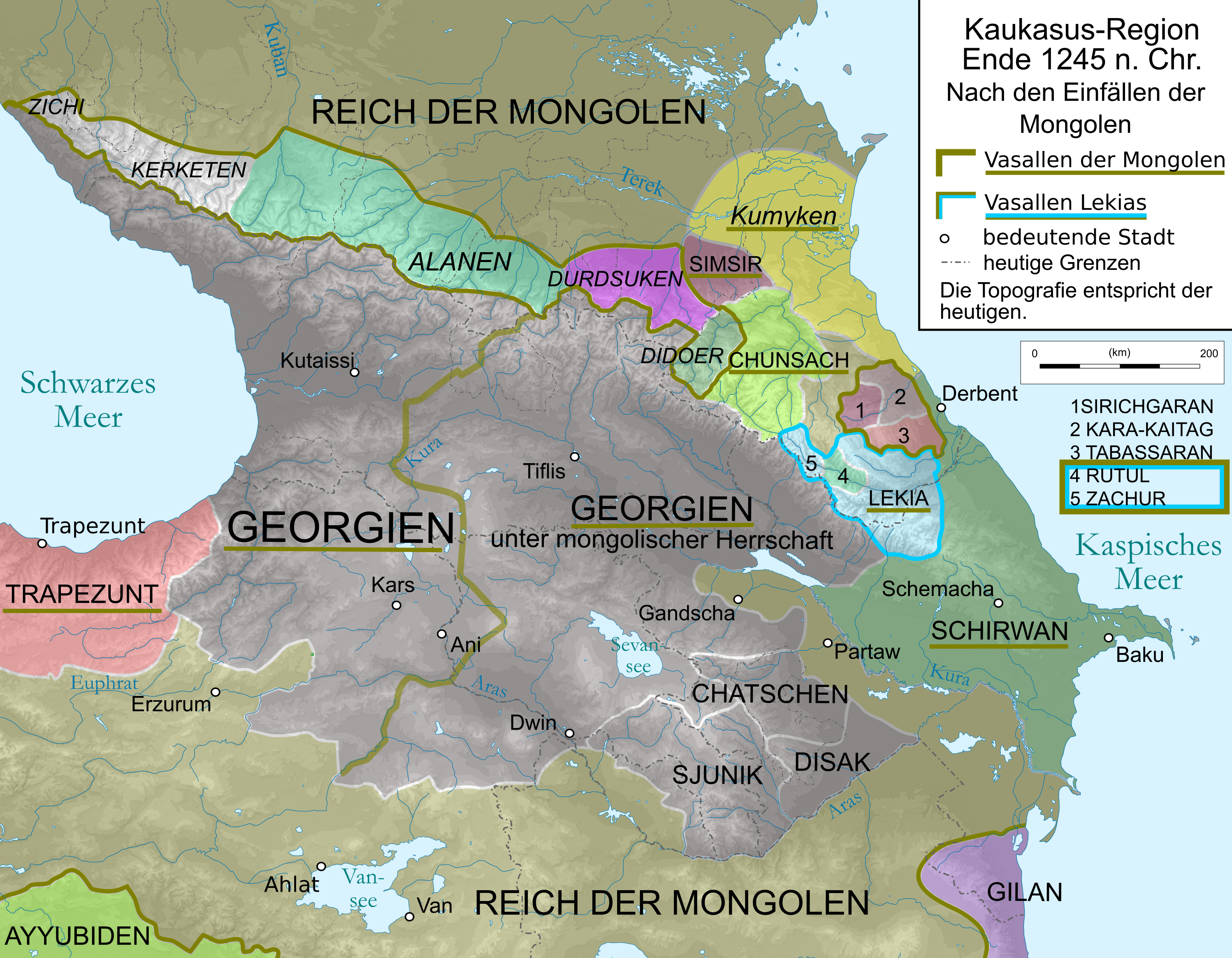
Kaukaz około 1245

Po śmierci Dżalala ad-Din Mangubertiego w 1231, Mongołowie mogli najechać Gruzję, i zrobili to w 1236 pod wodzą Czormagana. Większość szlachty poddała się bez poważnego powodu lub ograniczyła swój opór do ich zamków. Niektórzy decydowali się na ucieczkę w bezpieczniejsze rejony. Ich poddaństwo wymagało przygotowania służby wojskowej dla Mongołów. Królowa Rusudan musiała ewakuować się z Tbilisi do Kutaisi. Wielu ludzi uciekło w górzyste regiony zostawiając wschodnią Gruzję w rękach atabega Awaga Mchargrdzeli oraz Egarslana Bakurcicheli, którzy ustanowili pokój z Mongołami i zgodzili się płacić trybut. Jedynym gruzińskim szlachcicem, który stawił opór był Iwane I Dżakeli, książę Samcche-Saatabago, jednak ostatecznie, za zgodą Rusudan, musiał poddać się Mongołom w 1238. W 1239, Czormagan zdobył Ani i Kars. Mongolska armia, w pogoni za Rusudan, zdecydowała się nie przekraczać Gór Lichskich, zostawiając zachodnią Gruzję względnie wolną od zniszczeń. Królowa próbowała uzyskać wsparcie od papieża Grzegorza IX, ale bez powodzenia. Atabeg Mchargrdzeli zaaranżował jej poddaństwo w 1243, Gruzja oficjalnie uznała chana jako suwerena. Państwo zostało zmuszone do płacenia trybutu w wysokości 50 tys. sztuk złota i do wsparcia dla mongolskiej armii.